# أربوسة كبيرة العيون
أربوسة كبيرة العيون (الاسم العلمي: Erebus macrops) هي نوع من الحشرات تتبع جنس الأربوسة من الفصيلة الأربوسية.